# Anela Nigito
Anela Nigito (Mendoza, Provincia de Mendoza, Argentina; 22 de junio de 2004) es una futbolista argentina. Juega de defensora en CSU Bakersfield de la DI Women's Soccer de Estados Unidos.

## Trayectoria

### Independiente Rivadavia
Llegó con 12 años a Independiente Rivadavia de Mendoza, e hizo su debut el 1 de octubre del 2016, en el triunfo por 3 a 1 ante San Martin de Mendoza, siendo la jugadora más joven en vestir la camiseta de "la lepra" de forma oficial en Liga Mendocina de Fútbol con 12 años, 3 meses y 9 días. Fue además la futbolista más joven en convertirse en capitana del equipo, también ser la primera jugadora de Ind. Rivadavia en ser convocada a la Selección de Mendoza (donde fue subcampeona) y a la selección de Argentina sub-17 (donde fue campeona).

### California State University Bakersfield
En 2022 se confirmó que continuaría su carrera deportiva y formación académica en los Estados Unidos, con una beca por cuatro años en la Universidad de Bakersfield, donde jugará en CSU Bakerfield que compite en la categoría de fútbol femenino de la División I de la NCAA.
Hizo su debut el 18 de agosto de 2022, en la victoria de su equipo 2 a 1 ante UNLV Rebels, jugando los 90 minutos.

## Selección nacional
Fue convocada a la selección femenina sub-17 de Argentina en 2020, y en 2021 formó parte del seleccionado sub-20.

## Estadísticas

### Clubes
| Club                    | País           | Año             |
| ----------------------- | -------------- | --------------- |
| Independiente Rivadavia | Argentina      | 2016 - 2022     |
| CSU Bakersfield         | Estados Unidos | 2022 - presente |

## Vida personal
En diciembre de 2021 se graduó en la Escuela Italiana XXI de Abril de su natal Mendoza, además fue segunda escolta de la bandera nacional. Fuera del fútbol, Nigito compitió en equitación, natación y danza. Después de una licenciatura en kinesiología, confiesa tener planes de jugar al fútbol profesionalmente en Europa.